# Expediciones Dana
Las expediciones Dana fueron cuatro expediciones de investigación danesas entre 1920 y 1930. Las dos primeras fueron realizadas por la goleta Dana I y la tercera por el barco de arrastre Dana II. Fueron financiadas en parte por la Fundación Carlsberg y dirigidas por Johannes Schmidt. Las tres primeras expediciones tuvieron lugar de 1920 a 1922 y la cuarta y última de 1928 a 1930. Se centraron en investigar la cría de anguilas. Las dos primeras expediciones permitieron a Schmidt demostrar su teoría de que las anguilas europeas migran al Mar de los Sargazos para desovar. La última expedición viajó al Océano Índico y recogió numerosas muestras. 

## Primeras expediciones (1920-1922)

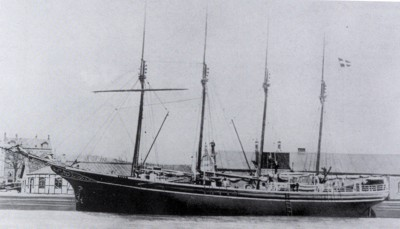
La goleta Dana I.

### Planificación
Entre 1920 y 1922, la goleta Dana emprendió una serie de tres expediciones dirigidas por el biólogo marino Johannes Schmidt. Schmidt y C. F. Dreschel habían propuesto por primera vez en 1916 una expedición que exploraría las profundidades marinas del océano Atlántico. Aunque los dos hombres originalmente imaginaron una sola gran expedición, en enero de 1917 Schmidt había sugerido en su lugar la ejecución de dos expediciones con la primera centrada en el Atlántico y la segunda circunnavegando el mundo en el transcurso de dos años. Los dos decidieron centrarse primero en el Atlántico y comenzaron a planificar y comprar suministros para ello, un esfuerzo que se complicó por la Primera Guerra Mundial en curso y la batalla de Schmidt contra la bronquitis. A principios de 1918 ya habían reunido la mayor parte de los suministros necesarios. Schmidt siguió insistiendo en que creía que merecía la pena intentar la circunnavegación, sobre todo por la atención que podría generar a un coste comparable. Además, una expedición de este tipo podría aumentar enormemente el prestigio de la ciencia marina danesa, como la expedición Challenger hizo con el Reino Unido. Sus esfuerzos por convencer a Dreschel de que reorientara la expedición planeada, aunque continuaron en 1919, no tuvieron éxito.
En enero de 1919 se acordó que la primera expedición saldría de Gibraltar en marzo para una expedición de tres meses. Para cuando finalizó la Primera Guerra Mundial en noviembre de 1919, la primera expedición estaba casi lista para comenzar, ya que la Dana había sido completada por la Compañía Asiática Oriental de H.N. Andersen. Andersen había accedido a prestar a Schmidt y Dreschel el buque para su expedición y financiar su funcionamiento durante un período de tres meses, pero la botadura se retrasó hasta 1920 para poder comprar el equipo a precios más razonables. {Se llamó Dana ante la insistencia de Andersen, que se opuso a ponerle el nombre de Valdemar en favor de Dania, ya que consideraba que subrayaría el carácter nacional de la empresa. Mientras tanto, la empresa utilizó el Dana para transportar mercancías.   A continuación, Schmidt y Dreschel decidieron crear un "comité ejecutivo" para la expedición, que tendría al príncipe Valdemar de Dinamarca como cabeza visible, incluiría a un representante del consejo de administración de la Fundación Carlsberg y a muchos otros daneses destacados. La expedición se anunció al público en el verano de 1919. Tras el anuncio, Schmidt se apresuró a ejecutar sus planes, ya que esperaba demostrar su teoría de que las anguilas europeas migran al Mar de los Sargazos para desovar antes de que otros investigadores se le adelantaran. Como resultado, la gran expedición se dividió en dos, siendo la primera la que podía llevarse a cabo rápidamente y con un montaje mínimo.
En otoño de 1920 Schmidt y Dreschel entraron en conflicto cuando Dreschel manifestó su deseo de invitar a los países miembros del Consejo Internacional para la Exploración del Mar a unirse a la segunda expedición. Schmidt pretendía que el esfuerzo se limitara a Dinamarca y amenazó con abandonarlo si no lo hacía. Los planes no prosperaron.

### Primera y segunda
La expedición comenzó a principios de 1920 en Inglaterra, y el Dana abandonó la nación el 17 de marzo rumbo a Gibraltar. Schmidt se unió al barco en Madeira y éste había llegado a las Islas Canarias en abril. Salieron de allí el 11 de abril y llegaron al Mar de los Sargazos en siete días. Poco después, la tripulación comenzó a pescar grandes cantidades de larvas de anguila europea, en busca de sus lugares de cría. Antes de que pudieran hacerlo, el buque empezó a tener fugas y se vio obligado a viajar a Charlotte Amalie, Santo Tomás Islas Vírgenes, para ser reparado. Como resultado de la avería, la East Asiatic Company accedió a darle a Schmidt otros tres meses con el barco. Thomas durante un mes y regresaron al Mar de los Sargazos en junio. Para entonces, sin embargo, el barco se había perdido la temporada de eclosión de los huevos de anguila. Capturaron 6.069 larvas de anguila europea y 1.027 de anguila americana antes de que la primera expedición finalizara el 4 de julio en las islas Bermudas. El Dana fue devuelto poco después a la East Asiatic Company en Charleston, Carolina del Sur, y el grupo regresó a Dinamarca. Aún conservaban la mayor parte de los fondos recaudados, pero no habían conseguido pruebas definitivas que respaldaran la afirmación de que las anguilas europeas desovaban en el mar de los Sargazos. A second expedition left on 30 de agosto de 1921, con un objetivo similar.

### Tercera
La tercera expedición de Schmidt le granjeó una reputación "como científico marino de primer orden". En otoño de 1920, el gobierno danés compró un nuevo buque de investigación para realizar investigaciones marinas en Gran Bretaña. Fue transportado a Dinamarca, revisado y rebautizado como R/V Dana o Dana II. El barco contaba con 10 kilómetros (6,2 mi) de cable metálico, lo que le permitía "pescar a mayor profundidad que nadie antes". La expedición comenzó a finales de 1921, llegando cerca de Portugal y España en septiembre, donde investigaron el estrecho de Gibraltar. A lo largo de diez meses, la expedición realizó trabajos. A principios de diciembre, la Fundación Carlsberg aceptó financiar una ampliación de la expedición para atravesar el Canal de Panamá, lo que hizo el 10 de enero.
En el Pacífico, el Dana II tomó numerosas muestras que revelaron que el océano Pacífico era más frío y menos salado que el Atlántico. También descubrieron una zona con bajo contenido de oxígeno alrededor de 500 metros (1640,4 pies) por debajo de la superficie, lo que convirtió a los tripulantes del Dana II en los primeros investigadores en documentar tal fenómeno. Las elevadas densidades de plancton ayudaron a la expedición a observar el afloramiento y las muestras tomadas a gran profundidad les proporcionaron una imagen de la riqueza de especies superior a la del Atlántico. El 20 de enero abandonaron el Pacífico y, tras detenerse en el lago Gatún, donde hallaron grandes cantidades de algas Desmidiales, regresaron a Europa desde las Bermudas el 30 de mayo.

### Secuelas
Entre 1922 y 1923 Schmidt publicó su teoría sobre la cría de las anguilas, y su expedición encontró creciente fama en revistas, cerámica y diversos premios. La expedición había descubierto numerosas especies nuevas, capturado valiosos especímenes vivos y realizado varios descubrimientos importantes. En octubre de 1922 se filmó una recreación.

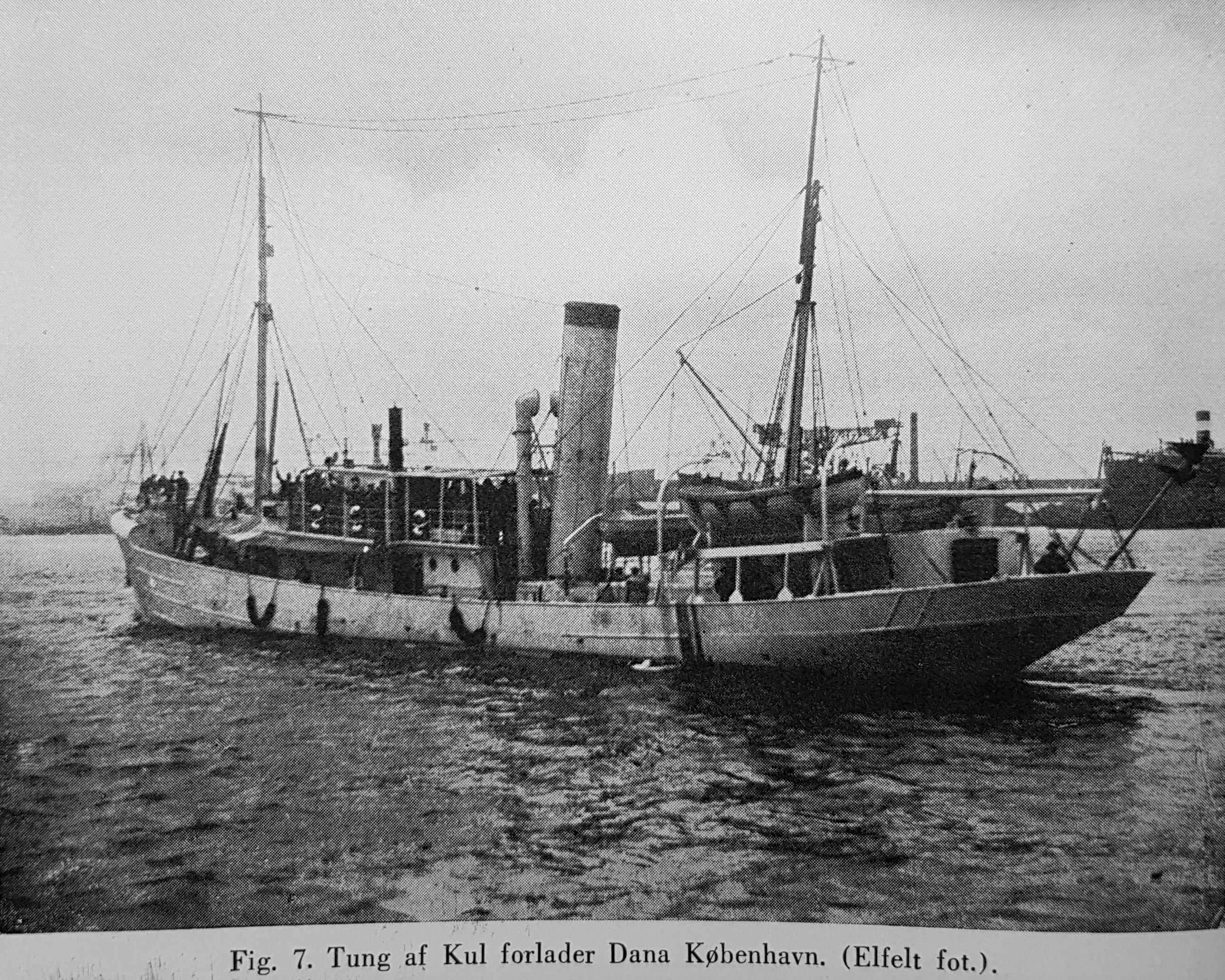
Dana II

## Cuarta expedición (1928-1930)
Schmidt se embarcó en su cuarta expedición Dana en junio de 1928 y regresó en junio de 1930. Su título oficial era "Expedición Oceanográfica de la Fundación Carlsberg alrededor del Mundo 1928-30 bajo la dirección del Profesor Johannes Schmidt" y fue la mayor expedición de Schmidt. El barco recorrió más de 65 millas náuticas (120,4 km) desde Europa hasta el Indo-Pacífico. Su objetivo era, en parte, investigar la zona mínima de oxígeno que se había descubierto en 1920 y también las anguilas de agua dulce del océano Índico. Encontraron larvas de una verdadera anguila de agua dulce en el Pacífico y otras numerosas muestras. Schmidt también aprovechó la expedición para confirmar sus investigaciones anteriores. Nature escribió que "Desde el norte de Islandia y el Estrecho de Davis hacia el sur hasta Brasil, y desde el Mar Báltico y el Mar Negro en el este hasta Estados Unidos y Panamá en el oeste, el profesor Schmidt y sus colaboradores han estudiado metódicamente las condiciones físicas, químicas y biológicas de las aguas desde la superficie hasta el fondo."
La expedición también encontró una larva gigante que creían que pertenecía al género Anguilla. Basándose en el tamaño y la tasa de crecimiento de la anguila común, estimaron que esta larva llegaría a medir 30 metros (98,4 pies) de largo.  Once años más tarde Anton Frederik Bruun, que había ayudado a dirigir la expedición, dijo "creo en la serpiente marina" y dio una conferencia sobre su posible existencia.